# 로리나 매케닛
로리나 매케닛(Loreena McKennitt, 1957년 2월 17일 ~ )는 캐나다의 가수이다.